# Oona O’Neill

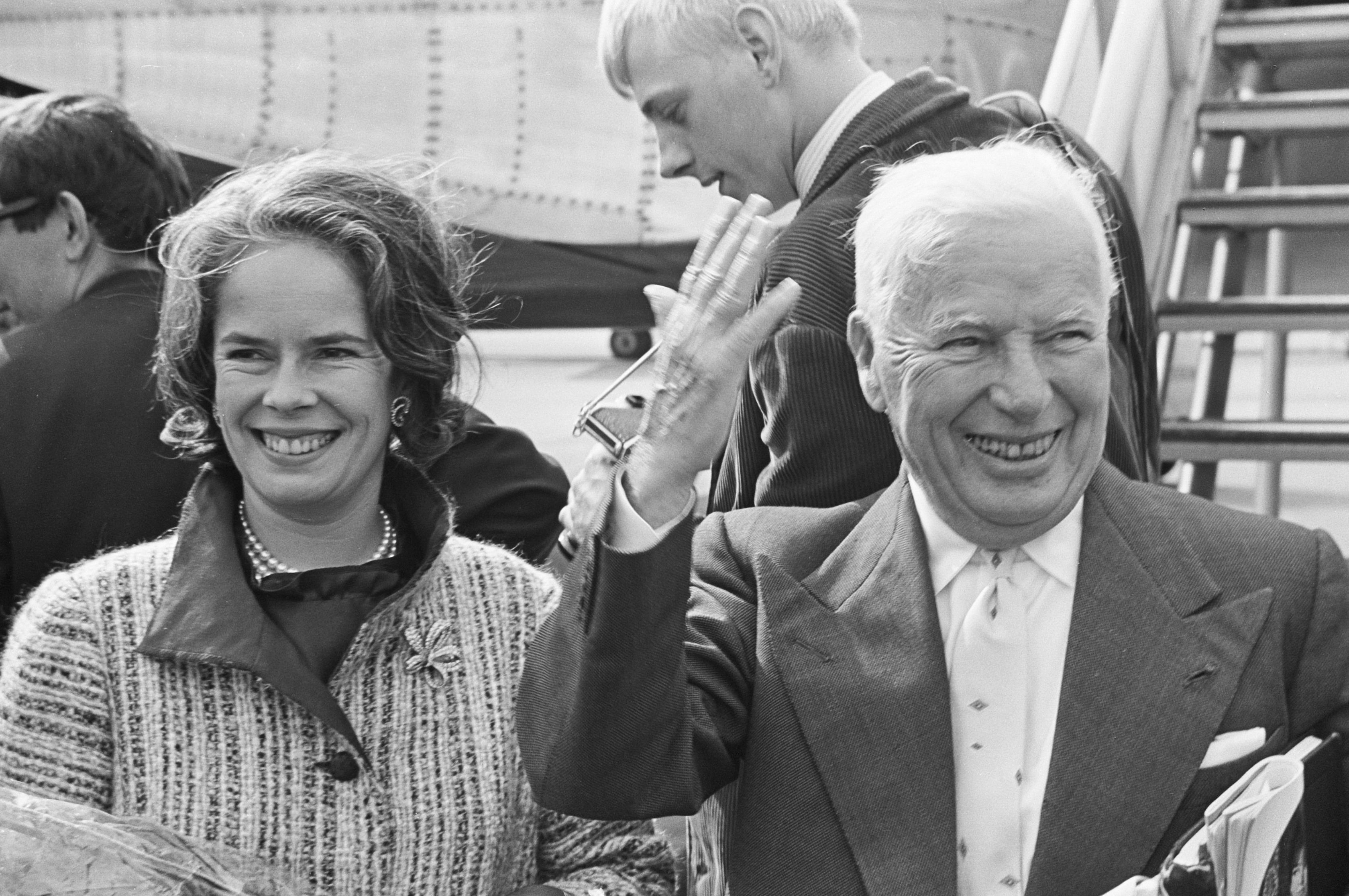
Oona Chaplin und Gatte Charlie Chaplin, 1965

Oona O’Neill, Lady Chaplin (* 14. Mai 1925 im Warwick Parish, Bermuda; † 27. September 1991 in Corsier-sur-Vevey, Schweiz) war die vierte und letzte Ehefrau von Charlie Chaplin. Sie hatten acht gemeinsame Kinder.

## Leben
Oona O’Neill, zuletzt bekannt als Oona Chaplin, war die einzige Tochter des US-amerikanischen Dramatikers Eugene O’Neill und von Agnes Boulton (1893–1968). Obgleich sich Oona immer ein enges Verhältnis zu ihrem Vater wünschte, sah sie ihn selten. Ihre Eltern ließen sich schließlich scheiden, und Agnes Boulton zog die aus dieser Ehe hervorgegangenen Kinder Shane (1918–1977) und Oona alleine groß. Bis zum Tod ihres Vaters versuchte Oona O’Neill erfolglos, den Kontakt zu ihm wiederherzustellen. 

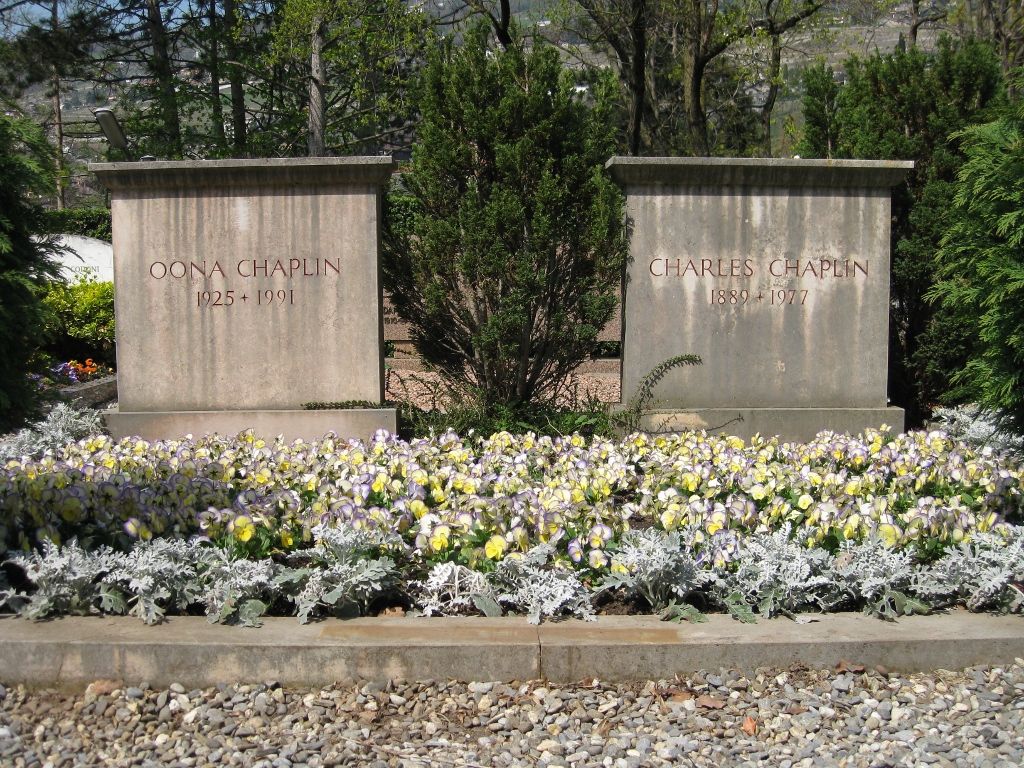
Die Gräber von Oona und Charles Chaplin im Cimetière de Corsier-sur-Vevey

Im Sommer 1941 führte sie eine kurze Beziehung mit J. D. Salinger, die Einfluss auf die Darstellungen der Beziehungen zu Frauen in dessen Werk hatte. Sie galt als Salingers „große Liebe“. Die Beziehung der beiden wurde von dem französischen Schriftsteller Frédéric Beigbeder in seinem Roman Oona & Salinger (2014, deutsch 2015) verarbeitet.
Als junges Mädchen reiste O’Neill nach Hollywood mit der Absicht, Schauspielerin zu werden, und schickte Bewerbungen an Studios und Model-Agenturen. In dieser Zeit lernte sie Charlie Chaplin kennen. Im Juni 1943, kurz nach ihrem 18. Geburtstag, heiratete sie den damals Vierundfünfzigjährigen. Sie erhielt 1952 eine kleinere Rolle im Film Rampenlicht, die aber nicht im Abspann erwähnt wurde. Zusammen mit Charlie Chaplin hatte sie acht Kinder, die zwischen 1944 und 1962 geboren wurden: Geraldine, Michael, Josephine, Victoria, Eugene, Jane, Annette und Christopher. Die Schauspielerinnen Carmen Chaplin, Kiera Chaplin und Oona Castilla Chaplin sind Enkelinnen von Oona Chaplin.
1981 verkörperte sie die Mutter der Hauptfigur Sarah in Michie Gleasons Film Broken English.
Oona O’Neill starb im September 1991 im Alter von 66 Jahren in Corsier-sur-Vevey an Bauchspeicheldrüsenkrebs und wurde neben ihrem Mann auf dem Dorffriedhof beigesetzt.

## Filmografie (Auswahl)
- 1952: Rampenlicht (Limelight)
- 1981: Broken English